# Euhydrie
Euhydrie ist  ein in der Pharmazie gebräuchlicher Begriff für die bestmögliche Einstellung eines pH-Wertes einer wässrigen Arzneizubereitung möglichst nahe an den physiologischen pH-Wert (isohydrischer pH-Wert). Der euhydrische pH-Wert berücksichtigt Anforderungen aus technologischer und pharmakologischer Sicht und ist insbesondere bedeutsam bei Augentropfen.  und Injektionslösungen.
Arzneizubereitungen zur externen Anwendung am Auge oder für die Injektion müssen einerseits reizlos verträglich sein, andererseits muss der enthaltene Wirkstoff über die gesamte Haltbarkeitsdauer bis zum angegebenen Verfalldatum des Arzneimittels hindurch chemisch-physikalisch stabil bleiben. 
Da bei der üblichen tropfenweisen Anwendung am Auge pH-Werte von 7,3 bis 9,7 schmerzfrei vertragen werden und nach i.v.-Injektion wegen der raschen Verdünnung durch das Blut und dessen Pufferwirkung für Injektionslösungen pH-Werte von circa 3,0 bis 10,5 möglich sind, besteht ein Spielraum für die Entwicklung der pharmazeutischen Formulierung, wenn die Substanzeigenschaften des Arzneistoffes oder auch der eingesetzten Hilfsstoffe andere pH-Werte als den physiologischen pH-Wert erfordern. Ein verträglicher pH-Wert ist im Zusammenhang mit anderen Eigenschaften der Zubereitung zu sehen wie etwa deren Tonizität, Osmolarität und Viskosität.